# باياو
باياو (بالبرتغالية: Baião‏)؛ بلدية في ولاية بارا في المنطقة الشمالية من البرازيل.